# グリヴィツェ

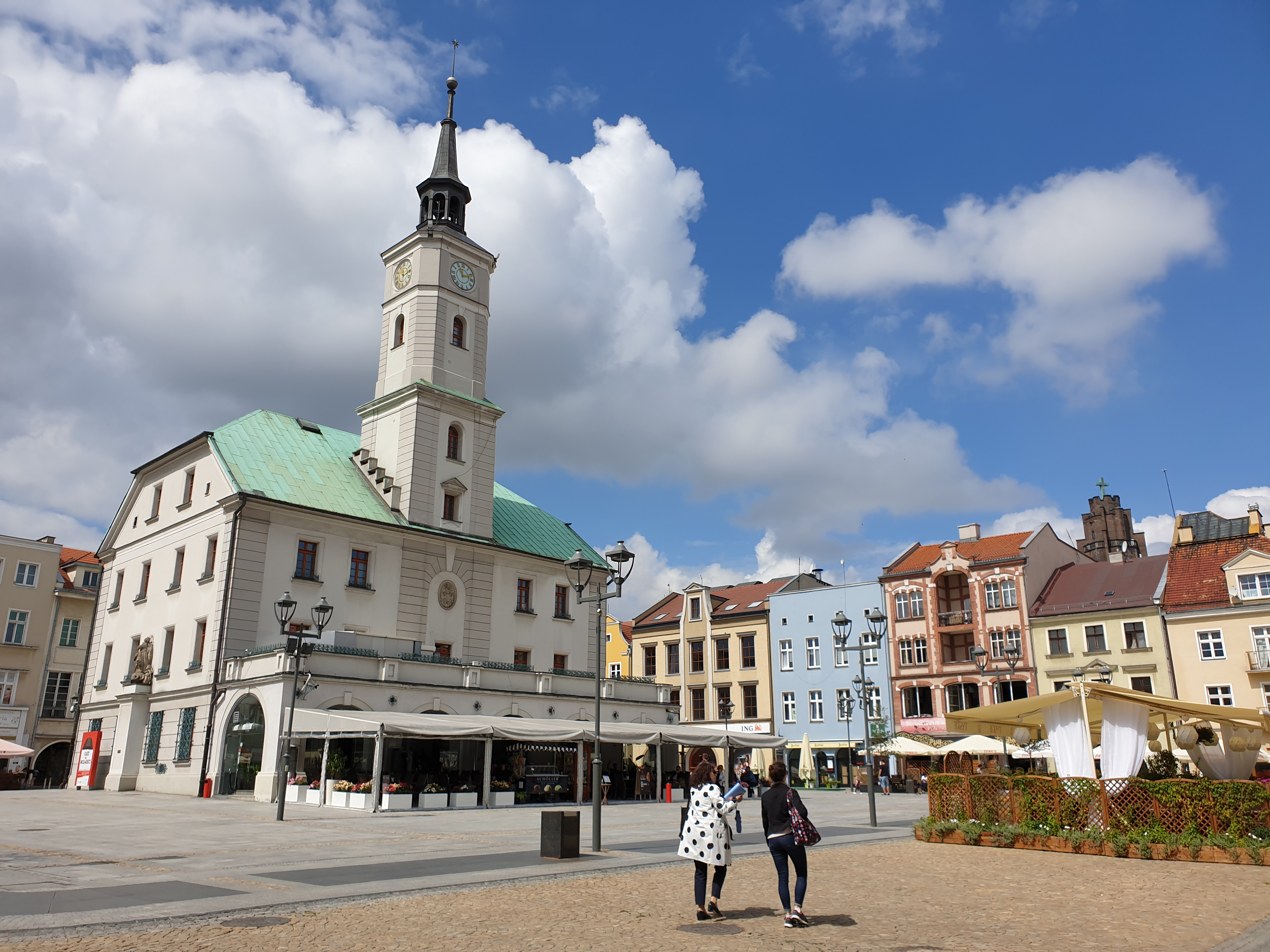
グリヴィツェ旧市街の市役所と広場

グリヴィツェ（Gliwice [ɡliˈvit͡sɛ] ( 音声ファイル), ドイツ語：Gleiwitz）は、ポーランド西部、シロンスク県の都市。グライヴィッツというドイツ語名で知られる。クウォドニツァ川(Kłodnica River)に跨る。人口は約18万人。1975年-1998年までカトヴィツェ県(en:Katowice Voivodship)に、1999年からシロンスク県に属する。

## 歴史
ピャスト朝の諸侯の領域の町として、1276年に文献に見える。
1335年にボヘミア、1526年にハプスブルク君主国領となる。
1939年8月31日にはグライヴィッツ事件が起こった。これを理由にナチス・ドイツがポーランドに侵攻し、第二次世界大戦が始まった。

## 出身者
- ハンス・クナイフェル（SF作家、SF小説「宇宙英雄ペリー・ローダン」主要執筆者）
- ホルスト・ビーネク Horst Bienek - 上シレジアを舞台にした小説の作者
- ウィリアム・ブランドフスキー William Blandowski - 動物学者
- タデウシュ・ロゼヴィチ Tadeusz Rozewicz - 詩人・作家
- レオ・ヤンケヴィチ Leo Yankevich - 詩人・翻訳家
- イェジ・ブゼク - 化学者・ポーランド首相（1997年 - 2001年）
- ルーカス・ポドルスキ - サッカー選手
- ロータール・ボルツ Lothar Bolz - ドイツの政治家
- ウラ・ヴォルフ Ulla Wolf - 女流作家
- オイゲン・ゴルトシュタイン - 物理学者

## 姉妹都市
- ボトロップ - ドイツ
- デッサウ - ドイツ
- ケジュマロク - スロバキア
- シャルゴータールヤーン  - ハンガリー
- ナッカ Nacka - スウェーデン
- ヴァランシエンヌ  - フランス
- ドンカスター - イングランド

## 文献案内
- B. Nietsche, Geschichte der Stadt Gleiwitz (1886)
- Seidel, Die königliche Eisengiesserei zu Gleiwitz (Berlin, 1896)